# Цедрела душистая
Цедре́ла души́стая (лат. Cedrela odorata) — типовой вид рода Цедрела (Cedrela) семейства Мелиевые (Meliaceae).

## Ботаническое описание

### Вегетативные органы
Листопадное дерево высотой около 10 м. Ветви покрыты неопушённой корой с редкими чечевичками. Очерёдные спирально расположенные сложные непарноперистые листья достигают минимум 30 см в длину и состоят из пар пильчатых листочков. Супротивно расположенные на общем черешке 17—19 листочков имеют длину 8—12 см и ширину 3,5—4 см, сидят на черешках 1—1,5 см длиной. Листовые пластинки овальные, продолговатые или эллиптические, цельнокрайные или с зубчатым краем, с закруглёнными основаниями и острыми кончиками, плёнчатые, не опушённые с обеих сторон, имеют 10—12 боковых жилок по обе стороны от выпуклой главной жилки.

### Генеративные органы

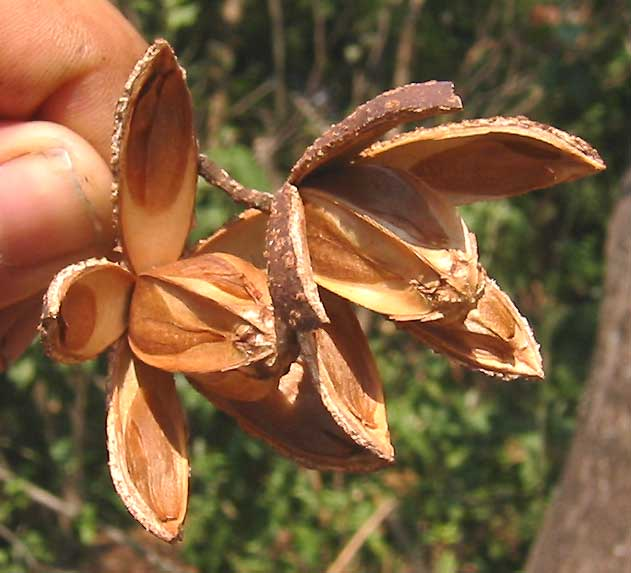
Плоды

Мелкие, редко ветвящиеся соцветия короче листьев. Цветки двуполые, с двойным околоцветником, имеют 5 лепестков, мелкие, от продолговатой до эллипсоидной формы. Пять чашелистиков срастаются, редко покрыты нежным опушением. Пять свободных белых лепестков достигают около 8 мм в длину, эллиптической формы. 5 свободных тычинок располагаются кругом на верху цветоложа. Пять плодолистиков срастаются в голую 5-гнёздную завязь. В каждом гнезде находятся 12 семязачатков. Рыльце неопушённое.
Плод — неопушённая вскрывающаяся коробочка длиной 4 см, от продолговатой до эллипсоидной формы, имеет крупные чечевички.

## Распространение и местообитание

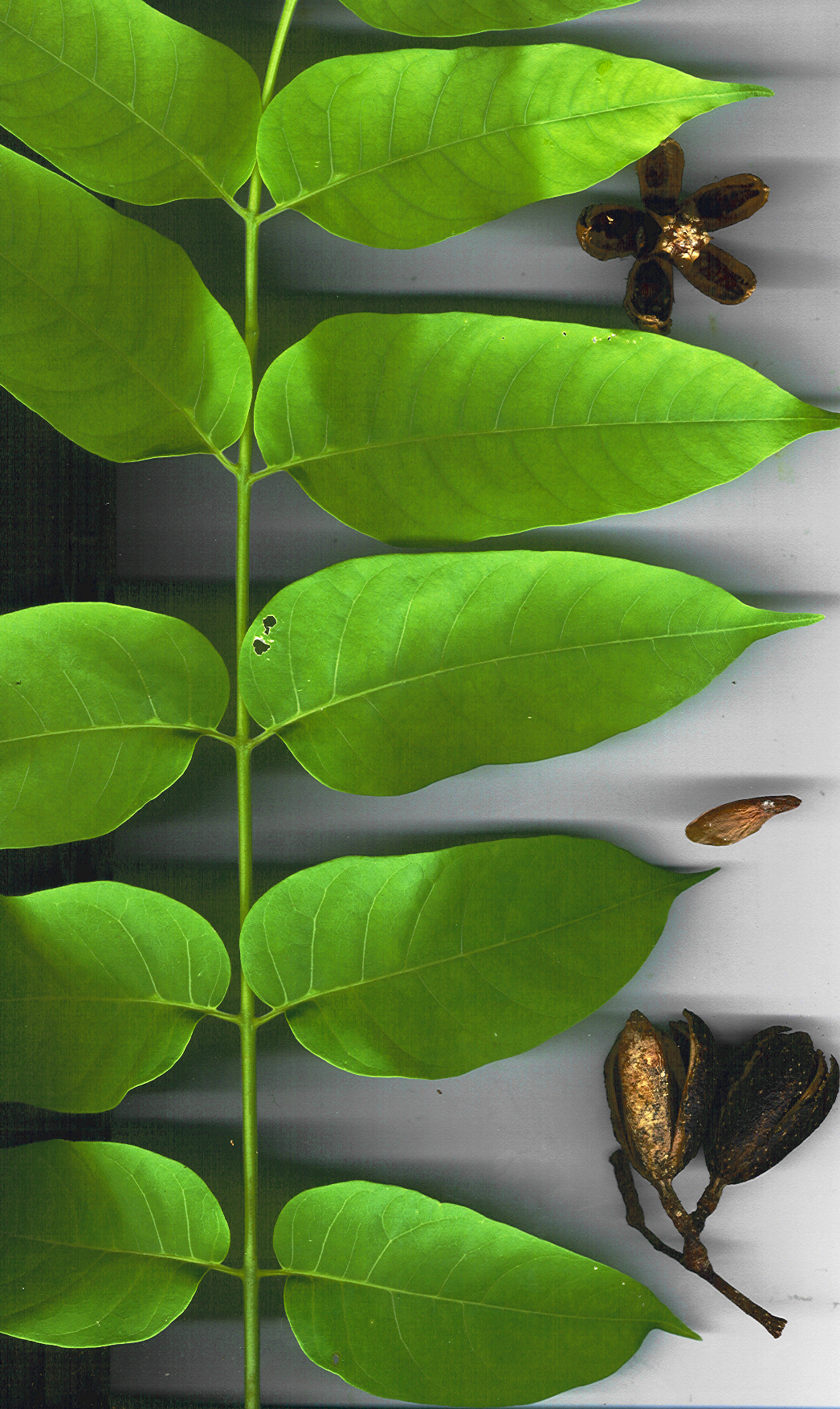
Лист и плоды

Произрастает в тропиках Нового Света, во влажных, сезонно пересыхающих лесах, от 26° с.ш. на тихоокеанском побережье Мексики, в Центральной Америке и на островах Карибского моря, до низин и подножий холмов на большей части территории Южной Америки на высоте до 1200 м над уровнем моря, с южной границей около 28° ю.ш. в Аргентине. В природе растёт на хорошо дренированных почвах, но не исключительно на известняке. Растение переносит сухой сезон, однако не цветёт в регионах с уровнем осадков свыше 3000 мм, а также на тяжёлых или заболоченных почвах. Отдельные деревья обычно разбросаны в полувечнозелёных или полулистопадных лесах, в которых доминируют другие виды. Махагони, близкий родственник цедрелы душистой, часто растёт вместе с ней. Оба растения страдают от схожего вредителя, древоточца Hypsipyla grandella.

## Хозяйственное значение и применение
Цедрела душистая является наиболее широко распространённым и важным с коммерческой точки зрения видом рода. Его душистая древесина (отсюда название) находит широкий спрос в тропиках Америки, поскольку обладает хорошей устойчивостью к поеданию термитами и гнили. Умеренно лёгкая древесина (плотность 400 кг/м³) применяется в основном для обшивки зданий. Ядровая древесина этого дерева содержит насекомоотпугивающую смолу, по запаху напоминающую запах настоящего кедра (поэтому это растение ещё именуют испанским кедром). Получаемая из этого дерева фанера могла бы найти более широкое применение, если бы оно успешнее выращивалось искусственно.
Растение часто используют для производства мёда (в пчеловодстве) и в местах хранения табака.
Изредка цедрелу душистую используют в некоторых электрогитарах. Древесина традиционно применяется для изготовления грифов классических гитар.

## История классификации
С 1960 года род цедрела (Cedrela) прошёл две крупные систематические ревизии. В ходе последней из них в вид Cedrela odorata включили 28 других видов, включая C. mexicana. Таким образом, сейчас в различных популяциях представители Cedrela odorata имеют большое число вариаций.

## Охрана
В настоящий момент, по данным МСОП, этот вид имеет статус «уязвимого» в связи с вырубкой для производства фанеры и других деревянных изделий.

## Синонимика
- Cedrela adenophylla Mart.
- Cedrela amara Goebel
- Cedrela brachystachya (C.DC.) C.DC.
- Cedrela brownei Loefl.
- Cedrela brownii Loefl. ex Kuntze
- Cedrela caldasana C.DC.
- Cedrela cedro Loefl.
- Cedrela cubensis Bisse
- Cedrela glaziovii C.DC.
- Cedrela guianensis A.Juss.
- Cedrela hassleri (C.DC.) C.DC.
- Cedrela huberi Ducke
- Cedrela imparipinnata C.DC.
- Cedrela longipes S.F.Blake
- Cedrela mexicana M.Roem.

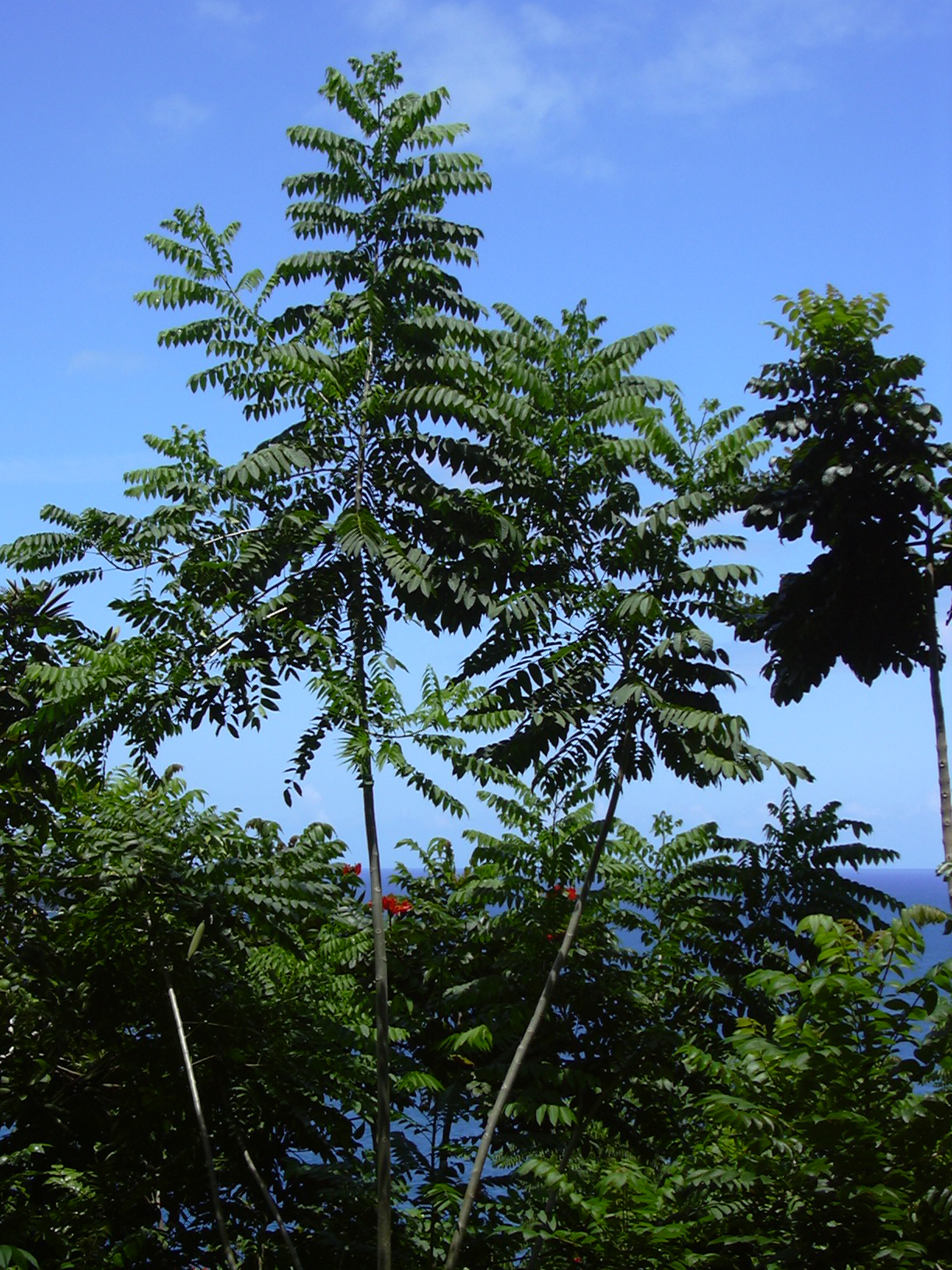
Общий вид растения

- Cedrela mexicana var. puberula C.DC.
- Cedrela mourae C.DC.
- Cedrela occidentalis C.DC. & Rose
- Cedrela odorata Ruiz & Pav.
- Cedrela odorata Vell.
- Cedrela odorata var. xerogeiton Rizzini & Heringer
- Cedrela palustris Handro
- Cedrela paraguariensis Mart.
- Cedrela paraguariensis var. brachystachya C.DC.
- Cedrela paraguariensis var. hassleri C.DC.
- Cedrela paraguariensis var. multijuga C.DC.
- Cedrela rotunda S.F.Blake
- Cedrela sintenisii C.DC.
- Cedrela velloziana M.Roem.
- Cedrela whitfordii S.F.Blake
- Cedrela yucatana S.F.Blake
- Cedrus odorata Mill.
- Surenus brownei (Loefl.) Kuntze
- Surenus glaziovii (C.DC.) Kuntze
- Surenus guianensis (A.Juss.) Kuntze
- Surenus mexicana (M.Roem.) Kuntze
- Surenus paraguariensis (Mart.) Kuntze
- Surenus velloziana (M.Roem.) Kuntze[1]